# Muelle de Nueva York (Sevilla)

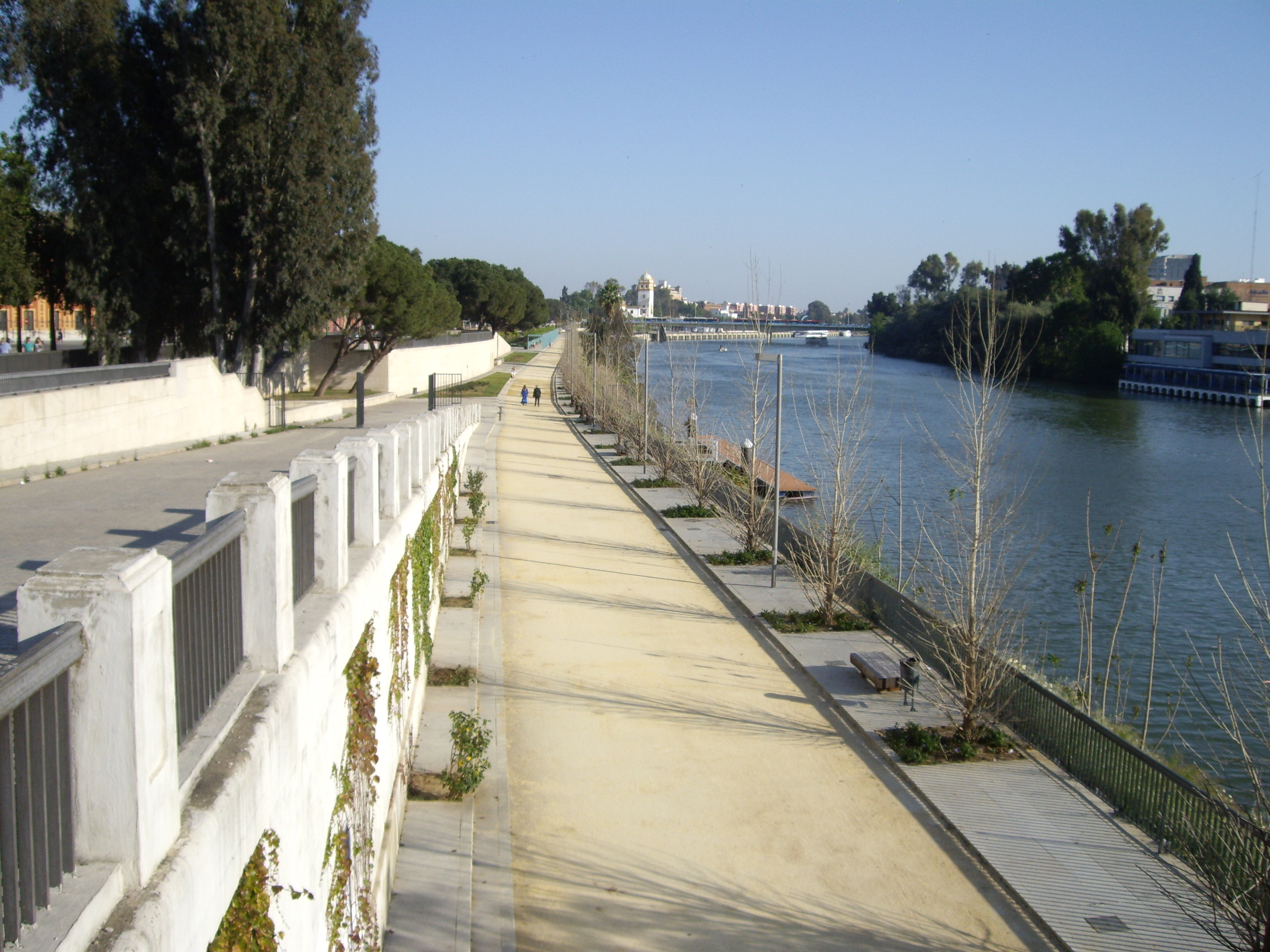
Muelle de Nueva York en la dársena de Alfonso XIII, cauce histórico del río Guadalquivir.

El muelle de Nueva York de Sevilla es un paseo que se encuentra en la margen este de la dársena de Alfonso XIII, cauce histórico del río Guadalquivir. Fue construido en 1905 para su uso por el Puerto de Sevilla y fue reformado como paseo fluvial en 2012.

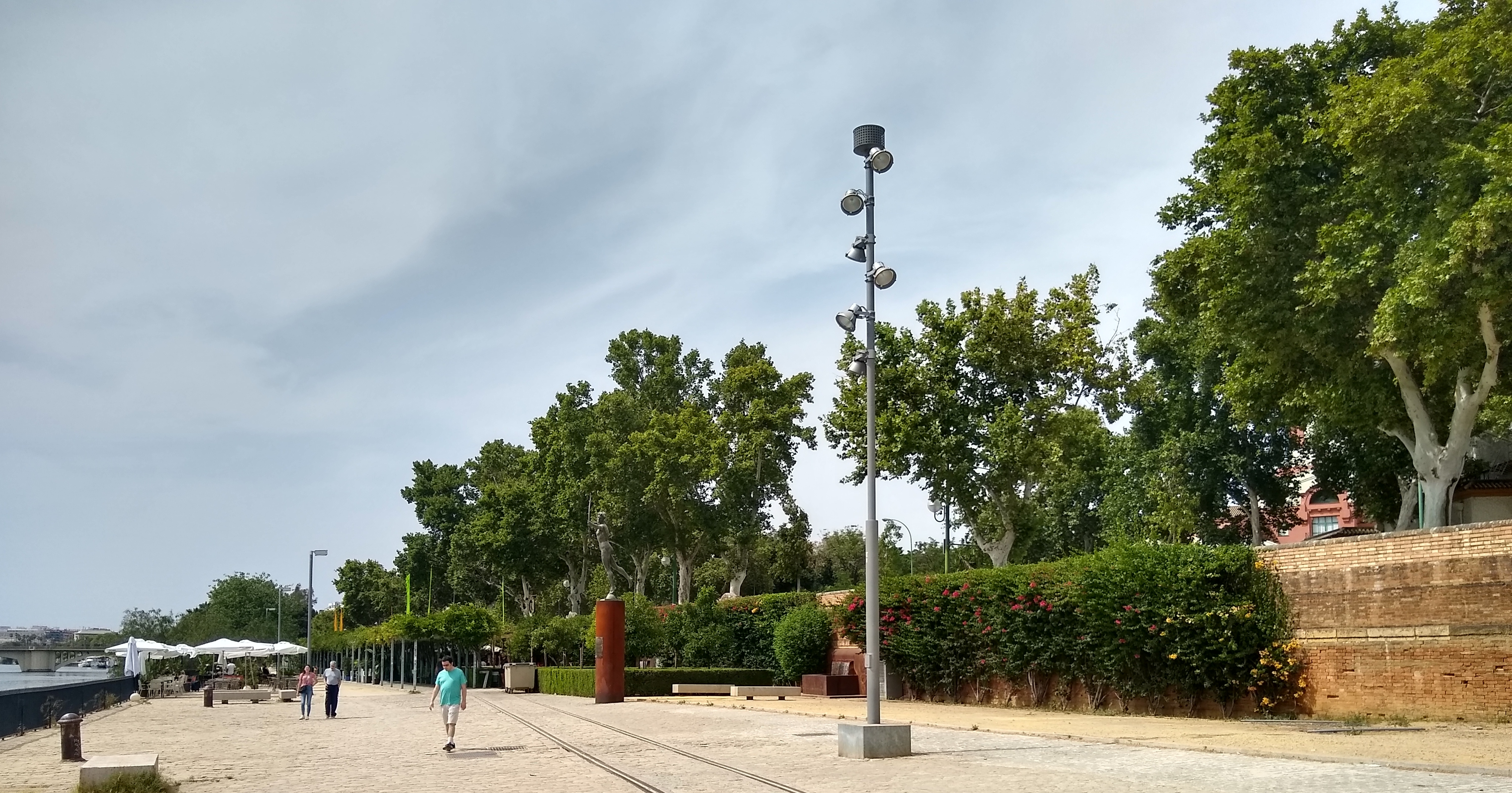
Muelle de Nueva York. Se pueden observar en el suelo la vía, que era usada para colocar los carros que transportaban el material que se descargaba de los barcos.

## Situación
Comprende, dentro de la margen este de la dársena, en el espacio existente entre el puente de San Telmo y el puente de Los Remedios; discurriendo contiguo al paseo de las Delicias a lo largo de más de 700 metros.

## Historia

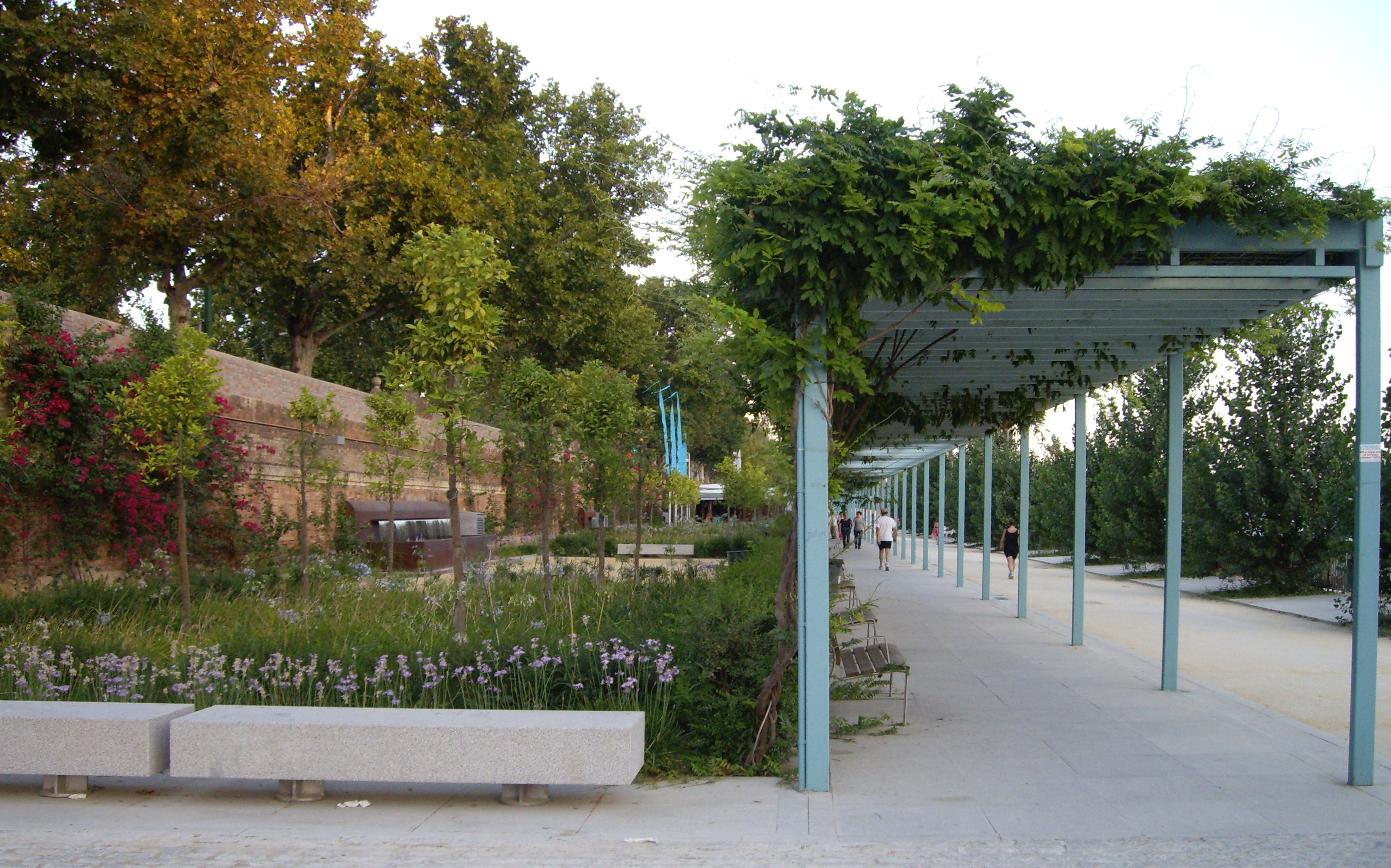
Arriates, bancos, pérgola y fuente en el muelle de Nueva York

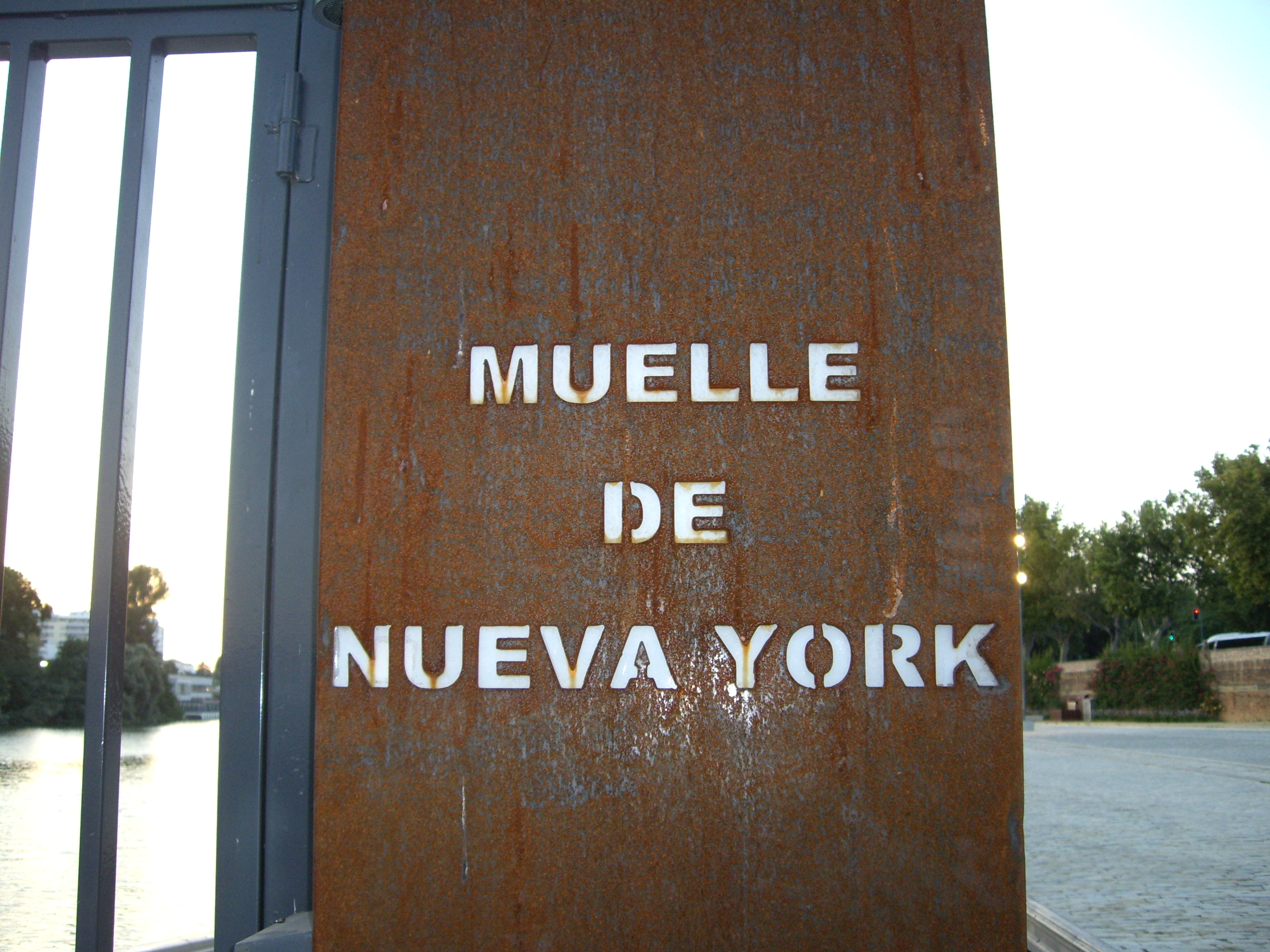
En la reforma de 2012, al muelle le fueron añadidos dos pantalanes. Al que estaba más al norte se le llamó "Muelle de Turismo" y el que estaba más sur se rotuló como "Muelle de Nueva York".

Cuando el duque de Montpensier habitaba en el palacio de San Telmo, existía un túnel que unía el palacio con un embarcadero en esta área, donde el duque podría embarcar hacia Sanlúcar de Barrameda, donde también contaba con un palacio.
Este muelle se construye en el año 1905, y se le denomina muelle "de Nueva York" porque desde él salían las líneas que partían hacia Estados Unidos.
El Puerto de Sevilla, que se encuentra ya más al sur, perdió la conexión fluvial con Nueva York en la década de 1950 pero la recuperó en 2009 con una línea para el transporte de mercancías.

## Reapertura como paseo fluvial
Las obras para rehabilitarlo como paseo fluvial se iniciaron en el año 2008 según un proyecto presentado por la Confederación Hidrográfica del Guadalquivir y redactado en el año 2005 por los arquitectos Antonio Barrionuevo Ferrer y Julia Molino. En 2010 continuaron las obras a cargo del Plan Turístico de Sevilla, llevado a cabo por el Ayuntamiento y la Junta de Andalucía.
Se re-inauguró el día 22 de octubre del año 2012.

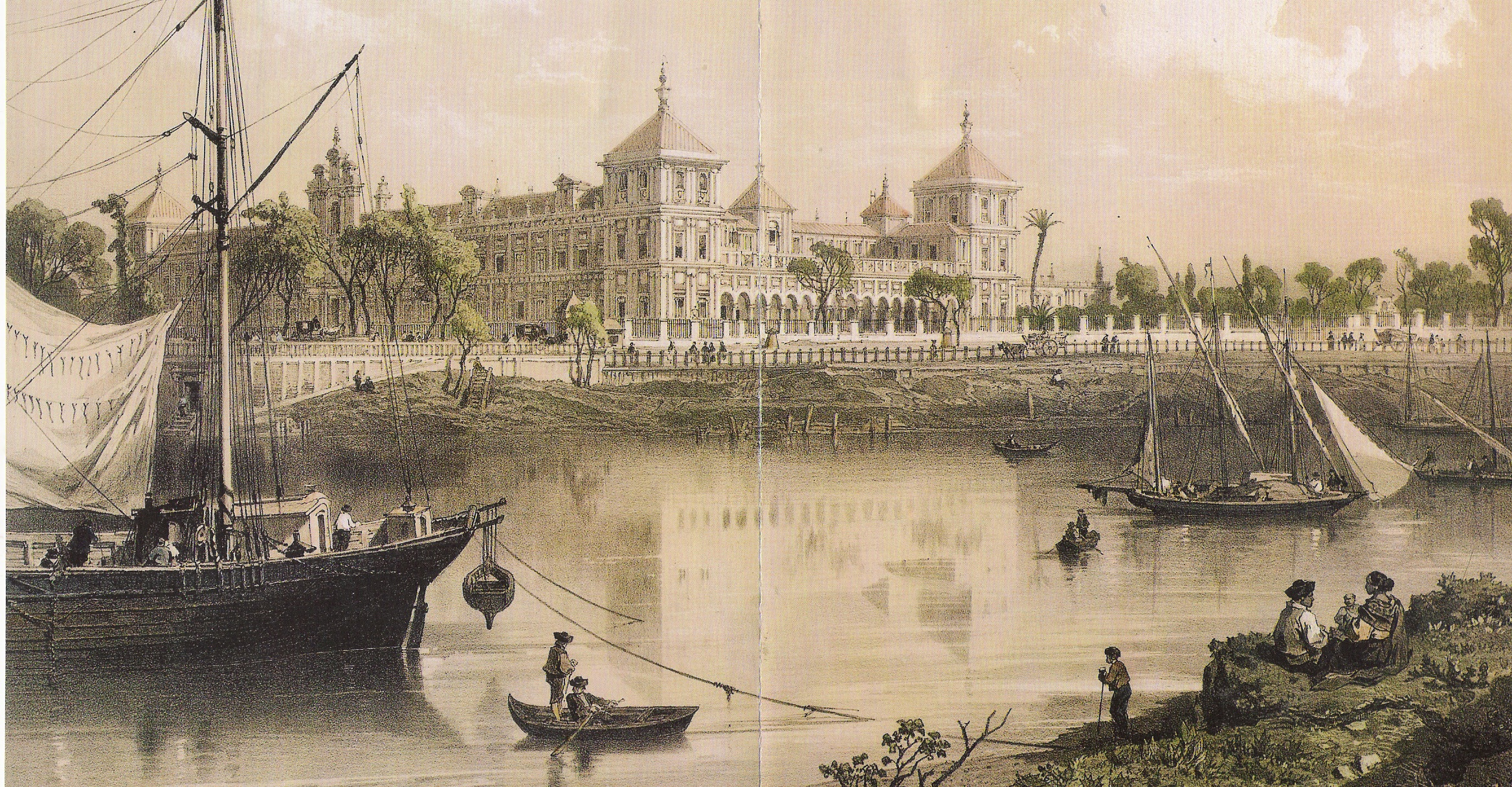
Grabado del Archivo de Indias que muestra el aspecto que tenía en el la zona donde fue construido el muelle de Nueva York en 1905. Se observa a la izquierda una puerta que correspondía al embarcadero del palacio de San Telmo

## Diana

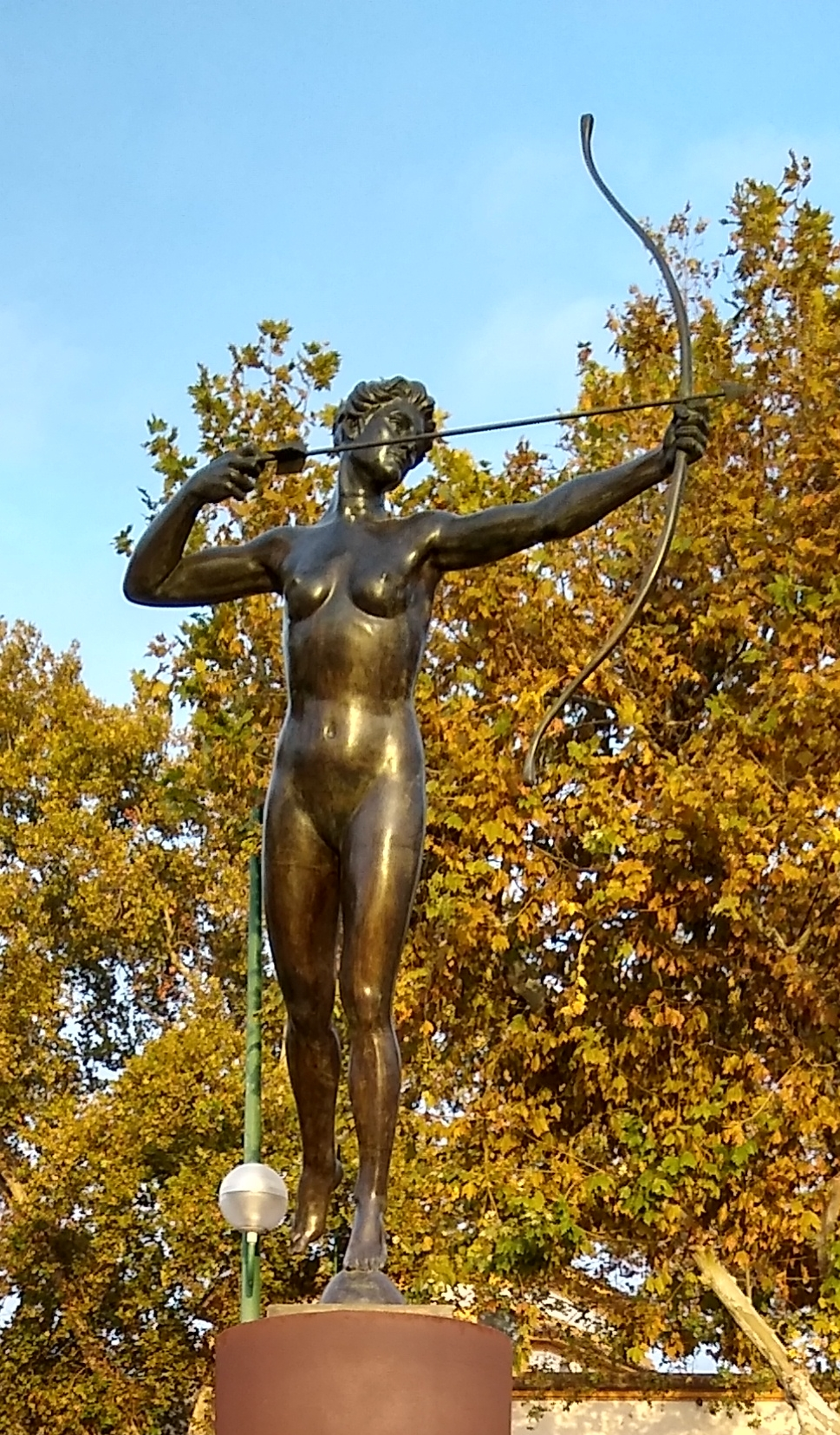
Réplica de la Diana de Saint-Gaudens en el Muelle de Nueva York.

El segundo Madison Square Garden de Nueva York tenía una torre que era una réplica de la Giralda de Sevilla. Esta torre estaba coronada por una estatua de la diosa Diana con un arco, realizada por Augustus Saint-Gaudens. El 12 de octubre de 2019 se inauguró en este muelle una réplica de esta Diana, realizada por el escultor Ricardo Suárez.

## Monumento a Juan Sebastián Elcano

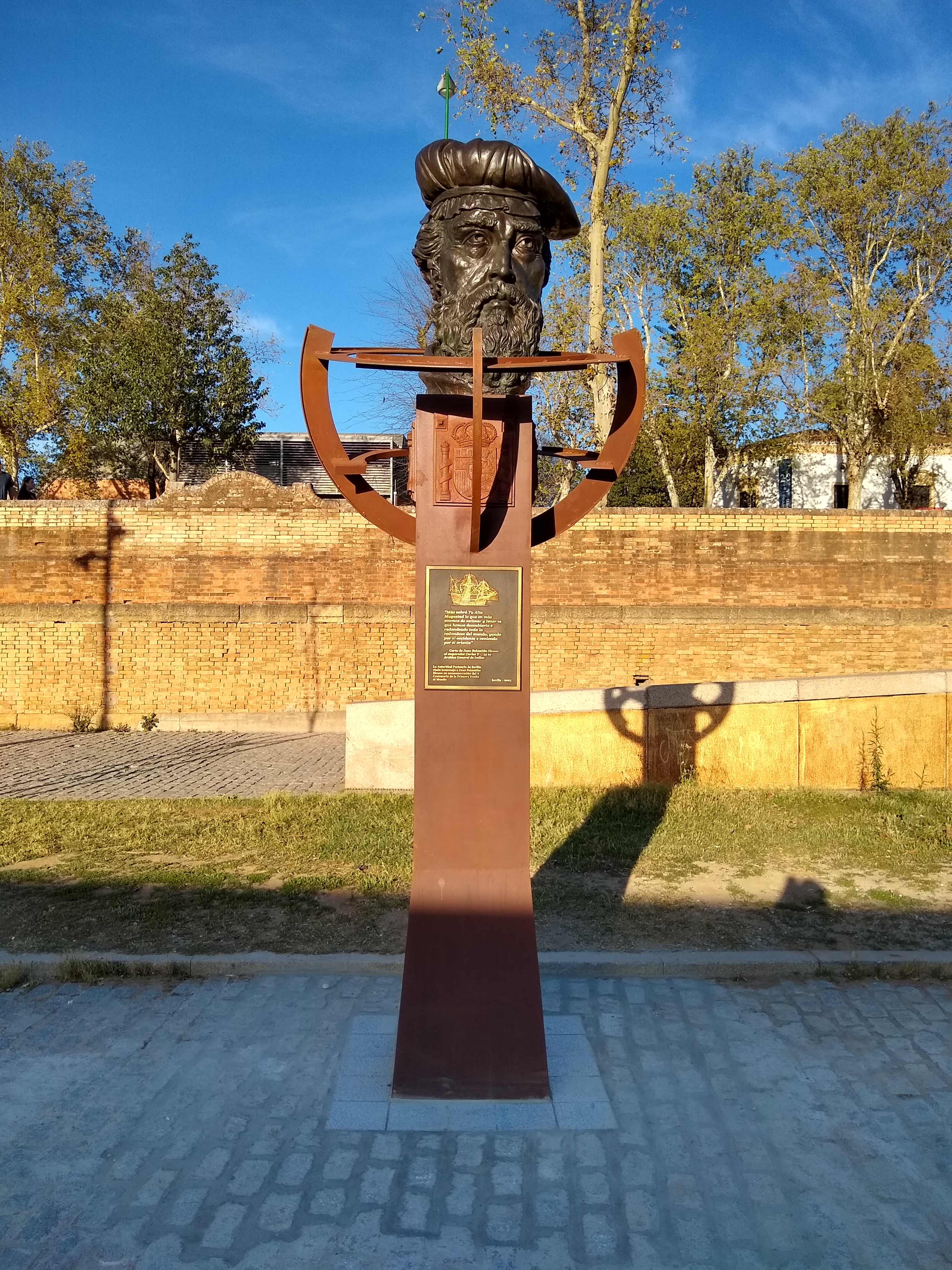
Monumento a Juan Sebastián Elcano.

El 21 de marzo de 2023 el consejero de Turismo de la Junta de Andalucía, el alcalde de Sevilla y el presidente de la Autoridad Portuaria de Sevilla inauguraron en este muelle un monumento a Juan Sebastián Elcano realizado en el taller de Paco Parra.